# Radikal 107
Radikal 107 mit der Bedeutung „Leder, Haut“ ist eines von 23 der 214 traditionellen Radikale der chinesischen Schrift, die mit fünf Strichen geschrieben werden.
Mit 9 Zeichenverbindungen in Mathews’ Chinese-English Dictionary gibt es sehr wenige Schriftzeichen, die unter diesem Radikal im Lexikon zu finden sind.
Das Radikal „Haut“ nimmt nur in der Langzeichen-Liste traditioneller Radikale, die aus 214 Radikalen besteht, die 107. Position ein. In modernen Kurzzeichen-Wörterbüchern kann es sich an ganz anderer Stelle finden. Im Neuen chinesisch-deutschen Wörterbuch aus der Volksrepublik China steht es zum Beispiel an 153. Stelle.
Das Schriftzeichen entwickelte sich aus einem Piktogramm, das Fleisch unter die Knochenhautstruktur zeigt.
In den Zeichen 皱 (= knittern) und 皲 (in: 皲裂 junlie = rissig werden) fungiert 皮 als Sinnträger für Haut.
Weitaus häufiger jedoch tritt das Radikal als Lautträger auf wie zum Beispiel in 披 (= über die Schulter legen), 疲 (= erschöpft), 铍 (po = Beryllium), 彼 (bi = jener), 被 (bei = Decke, Passiv-Präposition), 破 (po = kaputt), 波 (bo = Welle), 坡 (po = Abhang).

## Schriftzeichenverbindungen, die vom Radikal 107 regiert werden
| Striche | Zeichen     |
| ------- | ----------- |
| +0      | 皮          |
| +03     | 皯          |
| +05     | 皰 皱       |
| +06     | 皲          |
| +07     | 皳 皴       |
| +08     | 皵          |
| +09     | 皶 皷 皸 皹 |
| +10     | 皺          |
| +11     | 皻          |
| +12     | 皼          |
| +13     | 皽          |
| +15     | 皾          |

 Im Unicodeblock Kangxi-Radikale ist das Radikal 107 unter der Codepointnummer 12.138 (U+2F6A) codiert.